# 2010年亞洲運動會龍舟比賽
2010年亞洲運動會龙舟比賽于增城龙舟场举行，设男女250米、500米和1000米6个小项：

## 獎牌統計
| 排名 | 国家／地区        | 金牌 | 银牌 | 铜牌 | 總數 |
| ---- | ----------------- | ---- | ---- | ---- | ---- |
| 1    | 印度尼西亚（INA） | 3    | 3    | 0    | 6    |
| 2    | 中国（CHN）       | 3    | 0    | 2    | 5    |
| 3    | 缅甸（MYA）       | 0    | 3    | 0    | 3    |
| 4    | 泰国（THA）       | 0    | 0    | 3    | 3    |
| 5    | 韩国（KOR）       | 0    | 0    | 1    | 1    |
| 總計 | 總計              | 6    | 6    | 6    | 18   |

## 各項成績

### 男子
| 項目           | 金牌 | 银牌 | 铜牌 |
| 1000米直道競速 | 印度尼西亚（INA） · 安瓦爾·塔拉 · 埃卡·奧克塔羅裏亞努斯 · 西洛 · 穆赫利斯 · 伊赫萬·蘭迪 · 約翰·費特·馬圖爾西 · 安德裏·蘇吉·阿托 · 查佩裏·西雷加爾 · 德迪·庫爾尼亞萬·蘇亞特諾 · 阿朱拉赫曼·阿朱拉赫曼 · 阿裏夫裏亞迪·阿裏夫裏亞迪 · 謝裏夫丁·謝裏夫丁 · 迪丁·魯斯迪亞納 · 馬爾尤基·馬爾尤克 · 艾哈邁德·蘇普裏亞迪 · 阿爾卡馬尼·阿爾卡馬尼 · 伊萬·胡辛 · 阿賽普·希達亞特 · 查斯林·查斯林 · 斯彭斯·斯圖赫·梅胡埃 · 歐文·莫尼姆 · 阿斯納維爾·阿斯納維爾 · 彭德羅塔·普特拉·卡蘇馬 · 阿蔔杜勒·阿齊茲 | 缅甸（MYA） · 東溫 · 揚班 · 妙梭 · 昂丹 · 瑞拉溫 · 覺梭 · 昂郭敏 · 乃林 · 敏敏梭 · 吞吞林 · 溫蒂 · 乃乃梭 · 覺林吞 · 昂倫梭 · 昂郭 · 凱覺妙 · 梭敏 · 耶昂梭 · 昂梭埃 · 蘇凱夏 · 覺杜昂 · 梭乃 · 欽貌敏 · 溫圖昂 | 韩国（KOR） · 樸旼浩 · 李弦宇 · 金善灏 · 陽炳頭 · 金裕浩 · 樸正訓 · 金昌秀 · 樸鎬岐 · 樸正根 · 玄在燦 · 沈大燮 · 吳炳勳 · 具滋旭 · 金賢洙 · 邊洪均 · 申憲燮 · 李炳卓 · 鄭承均 · 宋明燦 · 慎潤閨 · 金溶賢 · 李聖源 · 吳重岱 · 李晳桓 |
| 500米直道競速  | 印度尼西亚（INA） · 安瓦爾·塔拉 · 埃卡·奧克塔羅裏亞努斯 · 西洛 · 穆赫利斯 · 伊赫萬·蘭迪 · 約翰·費特·馬圖爾西 · 安德裏·蘇吉·阿托 · 查佩裏·西雷加爾 · 德迪·庫爾尼亞萬·蘇亞特諾 · 阿朱拉赫曼·阿朱拉赫曼 · 阿裏夫裏亞迪·阿裏夫裏亞迪 · 謝裏夫丁·謝裏夫丁 · 迪丁·魯斯迪亞納 · 馬爾尤基·馬爾尤克 · 艾哈邁德·蘇普裏亞迪 · 阿爾卡馬尼·阿爾卡馬尼 · 伊萬·胡辛 · 阿賽普·希達亞特 · 查斯林·查斯林 · 斯彭斯·斯圖赫·梅胡埃 · 歐文·莫尼姆 · 阿斯納維爾·阿斯納維爾 · 彭德羅塔·普特拉·卡蘇馬 · 阿蔔杜勒·阿齊茲 | 缅甸（MYA） · 東溫 · 揚班 · 妙梭 · 昂丹 · 瑞拉溫 · 覺梭 · 昂郭敏 · 乃林 · 敏敏梭 · 吞吞林 · 溫蒂 · 乃乃梭 · 覺林吞 · 昂倫梭 · 昂郭 · 凱覺妙 · 梭敏 · 耶昂梭 · 昂梭埃 · 蘇凱夏 · 覺杜昂 · 梭乃 · 欽貌敏 · 溫圖昂 | 中国（CHN） · 關祥挺 · 吳國沖 · 吳傑雄 · 譚仕鵬 · 周杏強 · 蘇伯垣 · 譚仕朝 · 梁顯祺 · 劉培松 · 吳錦雄 · 蘇伯品 · 區爽安 · 周德仔 · 曾潤發 · 胡教新 · 潘湛權 · 周啓志 · 潘輝俊 · 劉堯森 · 黃臣濤 · 紀平和 · 魏樂 · 駱俊铖            |
| 250米直道競速  | 印度尼西亚（INA） · 安瓦爾·塔拉 · 埃卡·奧克塔羅裏亞努斯 · 西洛 · 穆赫利斯 · 伊赫萬·蘭迪 · 約翰·費特·馬圖爾西 · 安德裏·蘇吉·阿托 · 查佩裏·西雷加爾 · 德迪·庫爾尼亞萬·蘇亞特諾 · 阿朱拉赫曼·阿朱拉赫曼 · 阿裏夫裏亞迪·阿裏夫裏亞迪 · 謝裏夫丁·謝裏夫丁 · 迪丁·魯斯迪亞納 · 馬爾尤基·馬爾尤克 · 艾哈邁德·蘇普裏亞迪 · 阿爾卡馬尼·阿爾卡馬尼 · 伊萬·胡辛 · 阿賽普·希達亞特 · 查斯林·查斯林 · 斯彭斯·斯圖赫·梅胡埃 · 歐文·莫尼姆 · 阿斯納維爾·阿斯納維爾 · 彭德羅塔·普特拉·卡蘇馬 · 阿蔔杜勒·阿齊茲 | 缅甸（MYA） · 東溫 · 揚班 · 妙梭 · 昂丹 · 瑞拉溫 · 覺梭 · 昂郭敏 · 乃林 · 敏敏梭 · 吞吞林 · 溫蒂 · 乃乃梭 · 覺林吞 · 昂倫梭 · 昂郭 · 凱覺妙 · 梭敏 · 耶昂梭 · 昂梭埃 · 蘇凱夏 · 覺杜昂 · 梭乃 · 欽貌敏 · 溫圖昂 | 中国（CHN） · 關祥挺 · 吳國沖 · 吳傑雄 · 譚仕鵬 · 周杏強 · 蘇伯垣 · 譚仕朝 · 梁顯祺 · 劉培松 · 吳錦雄 · 蘇伯品 · 區爽安 · 周德仔 · 曾潤發 · 胡教新 · 潘湛權 · 周啓志 · 潘輝俊 · 劉堯森 · 黃臣濤 · 紀平和 · 魏樂 · 駱俊铖            |

### 女子
| 項目           | 金牌 | 银牌 | 铜牌 |
| 1000米直道競速 | 中国（CHN） · 宋豔冰 · 彭春 · 梁子宇 · 吳永芳 · 周亞敏 · 李媛媛 · 王琳 · 倫金儀 · 劉雪蓮 · 屈雪 · 叢琳琳 · 梁轉好 · 朱嵩松 · 劉佳 · 羅欣 · 李佳黛 · 曹立娜 · 陳露露 · 于占新 · 夏詩穎 · 趙豔娜 · 黃漪 · 梁麗平 · 張國龍 | 印度尼西亚（INA） · 薩絲·阿龍格阿爾 · 拉西馬 · 維娜·阿普裏亞尼 · 蒂卡·因德裏亞尼 · 達尤明·達尤明 · 菲特麗·阿尤·菲特麗·阿尤 · 米納瓦蒂·米納瓦蒂 · 麗斯卡·埃爾皮娅·拉馬達尼 · 尤妮塔·卡多普 · 坎蒂·桑蒂亞瓦蒂 · 哈斯納·哈斯納 · 薩爾維亞·薩爾維亞 · 馬斯裏帕·馬斯裏帕 · 阿斯特麗·德維查揚蒂 · 裏琳·努普·阿裏達 · 法麗達·法麗達 · 蘇哈爾塔蒂·蘇哈爾塔蒂 · 諾夫塔·薩裏·諾夫塔·薩裏 · 瓦赫尤尼·瓦赫尤尼 · 辛斯·利塔索瓦·約姆 · 尤爾·安達·埃斯特·恩通 · 芝芝·普拉米塔 · 拉奧達妮·菲特拉 | 泰国（THA） · 巴達娅·桑恭瑪 · 差裏娅拉·阿南猜 · 初蒂甘·他那瓦努蓬 · 妮巴蓬·諾西 · 乍魯萬·猜甘 · 班差莉·蒙甲森 · 娜達甘·汶琅 · 功膠·占達尼永 · 賽拉威·汶隆 · 西林娅·功乍倫 · 巴敦拉·那圭 · 巴差麗·迪巴亞蒙東 · 碧米甲·梅素萬 · 沃拉蓬·汶育洪 · 達娜蓬·巴尼 · 貝·甲翁 · 甘娅·達春七 · 素巴·蓬西 · 素蓬·圖順嫩 · 拉威莎拉·頌素萬 · 龍拜琳·頌素萬 · 那麗莎拉·南西利 · 岸法·樸他 · 溫差麗·坤達通 |
| 500米直道競速  | 中国（CHN） · 宋豔冰 · 彭春 · 梁子宇 · 吳永芳 · 周亞敏 · 李媛媛 · 王琳 · 倫金儀 · 劉雪蓮 · 屈雪 · 叢琳琳 · 梁轉好 · 朱嵩松 · 劉佳 · 羅欣 · 李佳黛 · 曹立娜 · 陳露露 · 于占新 · 夏詩穎 · 趙豔娜 · 黃漪 · 梁麗平 · 張國龍 | 印度尼西亚（INA） · 薩絲·阿龍格阿爾 · 拉西馬 · 維娜·阿普裏亞尼 · 蒂卡·因德裏亞尼 · 達尤明·達尤明 · 菲特麗·阿尤·菲特麗·阿尤 · 米納瓦蒂·米納瓦蒂 · 麗斯卡·埃爾皮娅·拉馬達尼 · 尤妮塔·卡多普 · 坎蒂·桑蒂亞瓦蒂 · 哈斯納·哈斯納 · 薩爾維亞·薩爾維亞 · 馬斯裏帕·馬斯裏帕 · 阿斯特麗·德維查揚蒂 · 裏琳·努普·阿裏達 · 法麗達·法麗達 · 蘇哈爾塔蒂·蘇哈爾塔蒂 · 諾夫塔·薩裏·諾夫塔·薩裏 · 瓦赫尤尼·瓦赫尤尼 · 辛斯·利塔索瓦·約姆 · 尤爾·安達·埃斯特·恩通 · 芝芝·普拉米塔 · 拉奧達妮·菲特拉 | 泰国（THA） · 巴達娅·桑恭瑪 · 差裏娅拉·阿南猜 · 初蒂甘·他那瓦努蓬 · 妮巴蓬·諾西 · 乍魯萬·猜甘 · 班差莉·蒙甲森 · 娜達甘·汶琅 · 功膠·占達尼永 · 賽拉威·汶隆 · 西林娅·功乍倫 · 巴敦拉·那圭 · 巴差麗·迪巴亞蒙東 · 碧米甲·梅素萬 · 沃拉蓬·汶育洪 · 達娜蓬·巴尼 · 貝·甲翁 · 甘娅·達春七 · 素巴·蓬西 · 素蓬·圖順嫩 · 拉威莎拉·頌素萬 · 龍拜琳·頌素萬 · 那麗莎拉·南西利 · 岸法·樸他 · 溫差麗·坤達通 |
| 250米直道競速  | 中国（CHN） · 宋豔冰 · 彭春 · 梁子宇 · 吳永芳 · 周亞敏 · 李媛媛 · 王琳 · 倫金儀 · 劉雪蓮 · 屈雪 · 叢琳琳 · 梁轉好 · 朱嵩松 · 劉佳 · 羅欣 · 李佳黛 · 曹立娜 · 陳露露 · 于占新 · 夏詩穎 · 趙豔娜 · 黃漪 · 梁麗平 · 張國龍 | 印度尼西亚（INA） · 薩絲·阿龍格阿爾 · 拉西馬 · 維娜·阿普裏亞尼 · 蒂卡·因德裏亞尼 · 達尤明·達尤明 · 菲特麗·阿尤·菲特麗·阿尤 · 米納瓦蒂·米納瓦蒂 · 麗斯卡·埃爾皮娅·拉馬達尼 · 尤妮塔·卡多普 · 坎蒂·桑蒂亞瓦蒂 · 哈斯納·哈斯納 · 薩爾維亞·薩爾維亞 · 馬斯裏帕·馬斯裏帕 · 阿斯特麗·德維查揚蒂 · 裏琳·努普·阿裏達 · 法麗達·法麗達 · 蘇哈爾塔蒂·蘇哈爾塔蒂 · 諾夫塔·薩裏·諾夫塔·薩裏 · 瓦赫尤尼·瓦赫尤尼 · 辛斯·利塔索瓦·約姆 · 尤爾·安達·埃斯特·恩通 · 芝芝·普拉米塔 · 拉奧達妮·菲特拉 | 泰国（THA） · 巴達娅·桑恭瑪 · 差裏娅拉·阿南猜 · 初蒂甘·他那瓦努蓬 · 妮巴蓬·諾西 · 乍魯萬·猜甘 · 班差莉·蒙甲森 · 娜達甘·汶琅 · 功膠·占達尼永 · 賽拉威·汶隆 · 西林娅·功乍倫 · 巴敦拉·那圭 · 巴差麗·迪巴亞蒙東 · 碧米甲·梅素萬 · 沃拉蓬·汶育洪 · 達娜蓬·巴尼 · 貝·甲翁 · 甘娅·達春七 · 素巴·蓬西 · 素蓬·圖順嫩 · 拉威莎拉·頌素萬 · 龍拜琳·頌素萬 · 那麗莎拉·南西利 · 岸法·樸他 · 溫差麗·坤達通 |